# Crèvecœur-le-Grand
Crèvecœur-le-Grand (picardisch: Creuvtchoeur-l’Grand) ist eine französische Gemeinde mit 3458 Einwohnern (Stand 1. Januar 2022) im Département Oise in der Region Hauts-de-France. Sie gehört zum Kanton Saint-Just-en-Chaussée im Arrondissement Beauvais.

## Lage
Die Gemeinde Crèvecœur-le-Grand liegt 18 Kilometer nördlich von Beauvais auf einem auf ca. 170 m über dem Meer gelegenen trockenen Plateau ohne oberirdische Fließgewässer. Crèvecœur-le-Grand ist ein Straßenverkehrs-Knotenpunkt im Norden des Départements Oise. Der nächste Anschluss an das Autobahnnetz erfolgt durch den etwa zehn Kilometer östlich gelegenen Anschluss an die Autoroute A16. Im Osten der Gemeinde befinden sich drei Windkraftanlagen als Teil eines interkommunalen Windparks. 
Die Ortschaft war früher gleich an zwei verschiedene französische Lokalbahnen angeschlossen: ab 1877 an die im Jahr 1939 stillgelegte Compagnie des chemins de fer du Nord, kurz Nordbahn genannt, und von 1906 bis 1953 an die Ligne Estrées-Saint-Denis–Froissy–Crèvecœur-le-Grand. Crèvecœur-le-Grand ist heute Standort eines Eisenbahnmuseums (Musée ferroviaire) sowie Start- und Zielpunkt einer ca. vier Kilometer langen Museumseisenbahn nach Rotangy mit Dampfbetrieb (Train Vapeur du Beauvais).

## Bevölkerungsentwicklung
| Jahr                       | 1962 | 1968 | 1975 | 1982 | 1990 | 1999 | 2006 | 2014 | 2021 |
| -------------------------- | ---- | ---- | ---- | ---- | ---- | ---- | ---- | ---- | ---- |
| Einwohner                  | 2252 | 2652 | 2868 | 2922 | 2996 | 3076 | 3326 | 3538 | 3462 |
| Quellen: Cassini und INSEE |      |      |      |      |      |      |      |      |      |

## Sehenswürdigkeiten

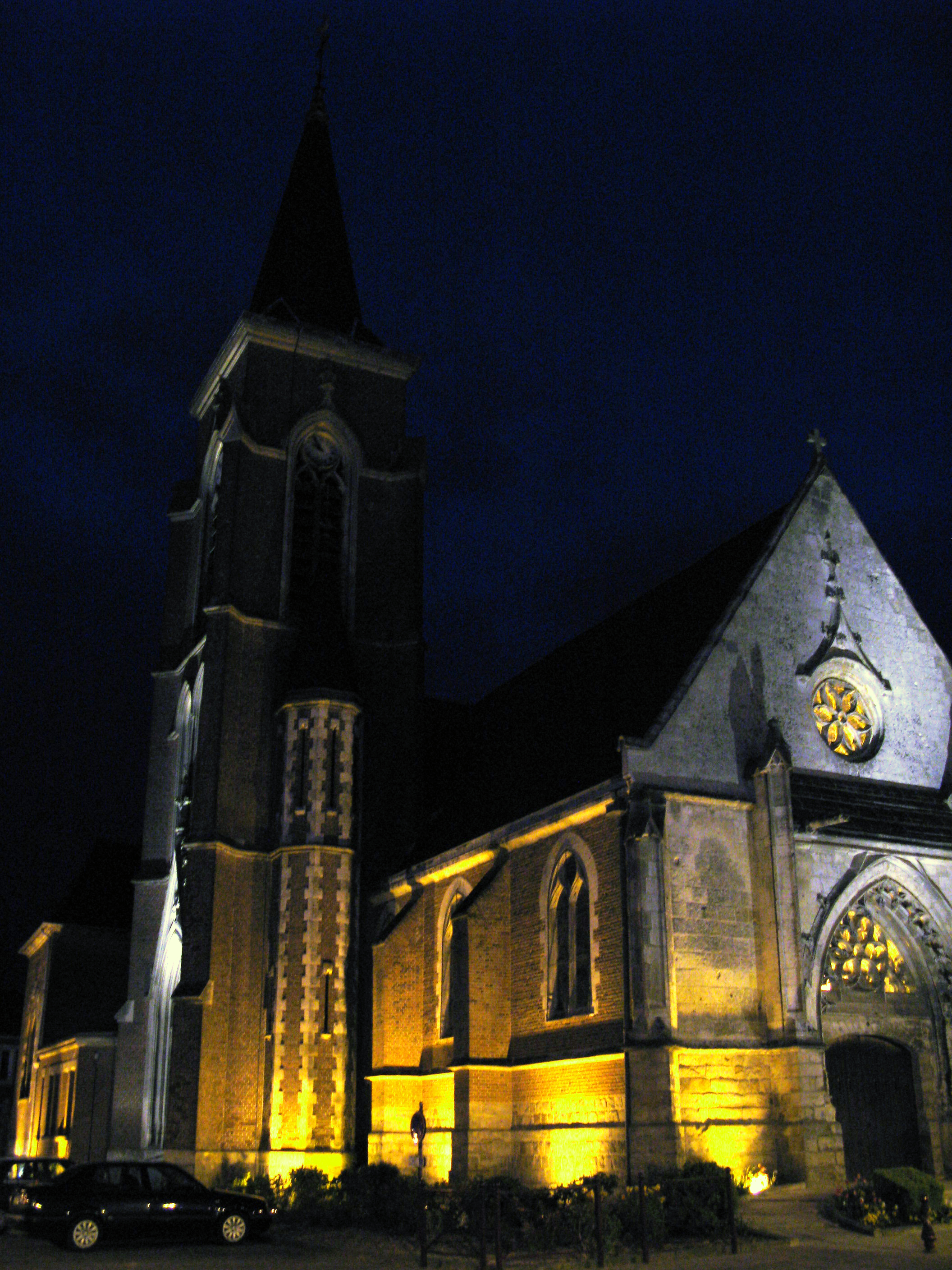
Kirche Saint-Nicolas
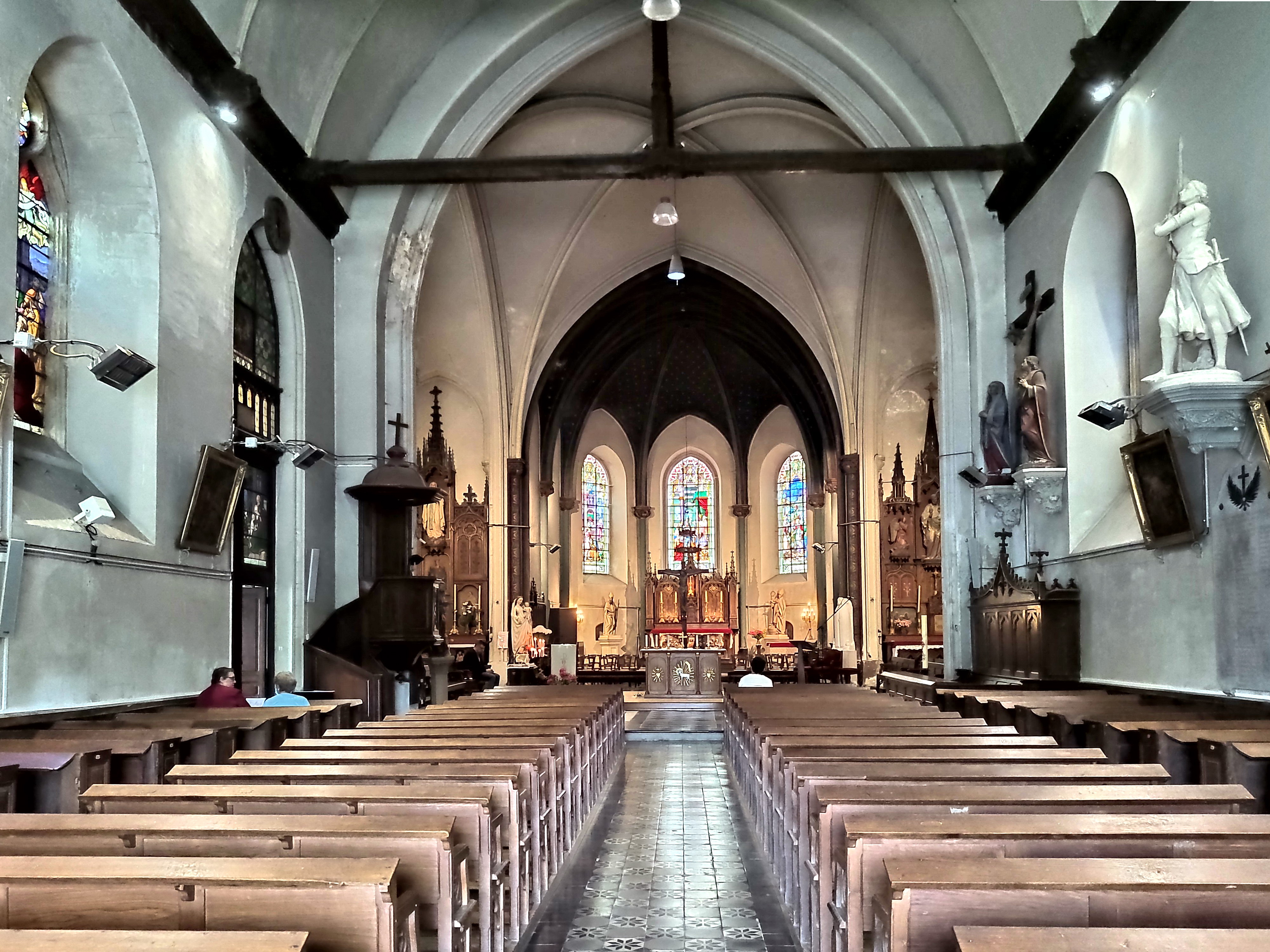
Innenansicht der Kirche
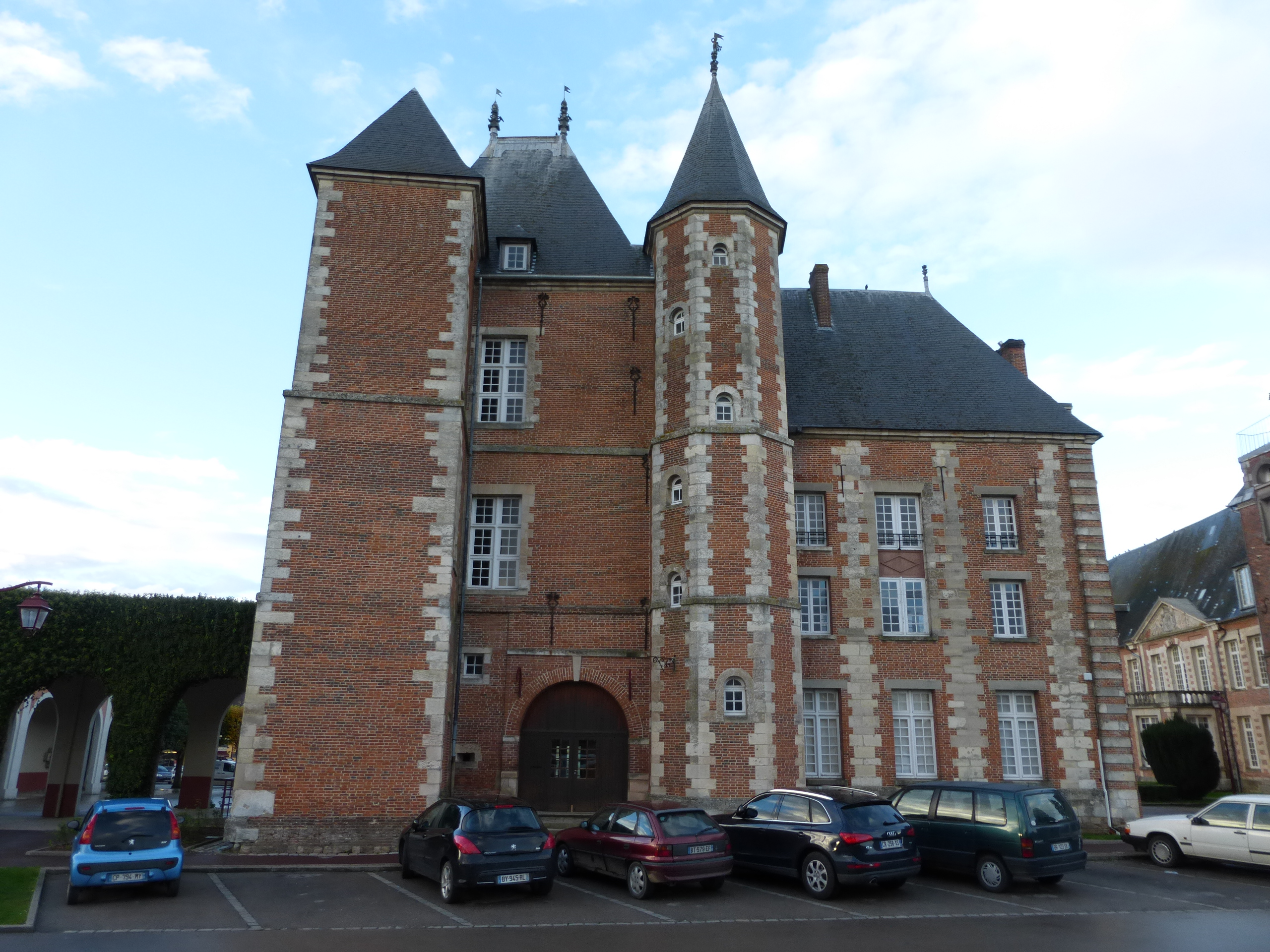
Schloss Crèvecœur-le-Grand mit dem heutigen Rathaus
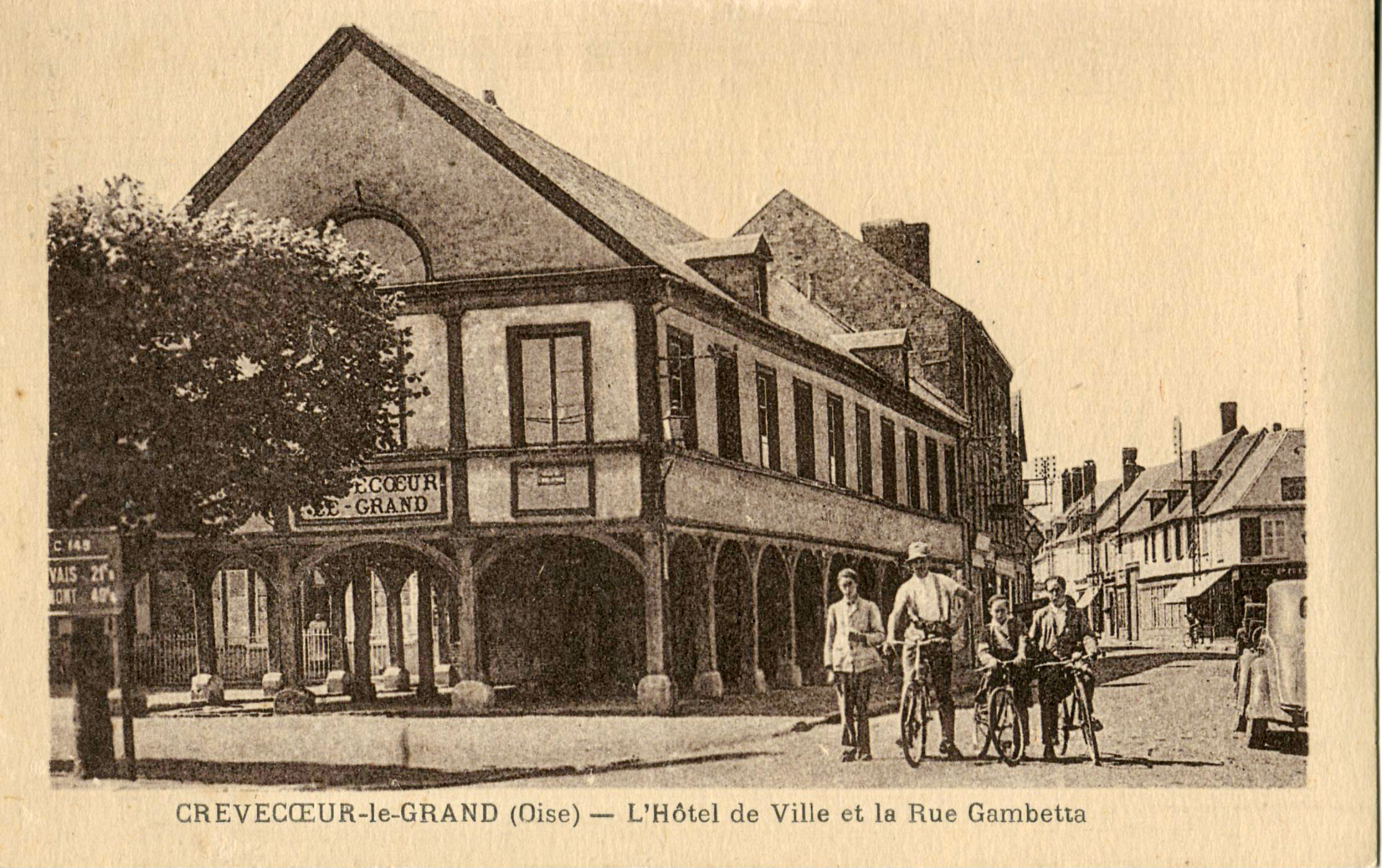
Ehemaliges Rathaus (Hôtel de ville) in den 1930er Jahren
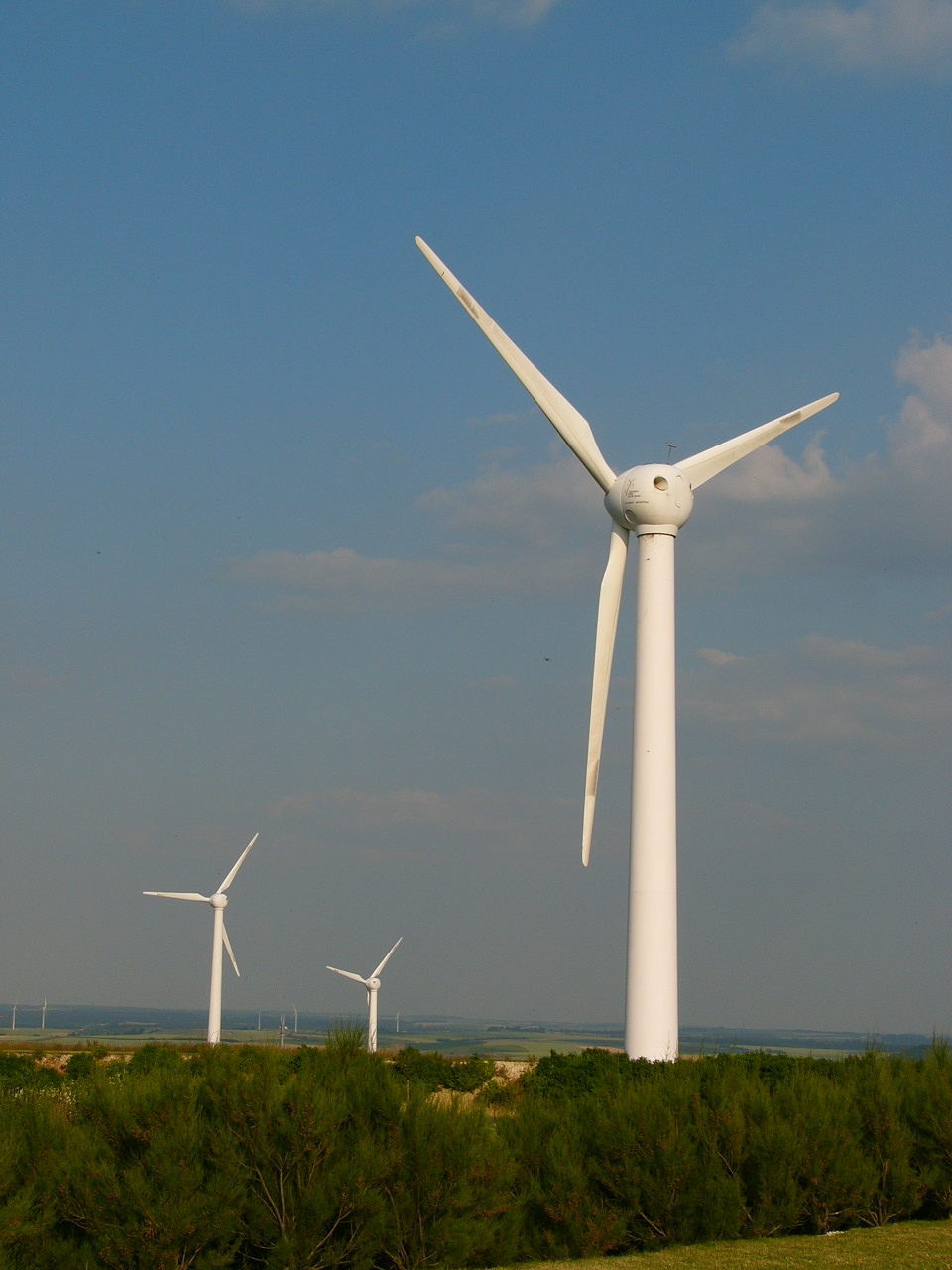
Windpark im Osten der Gemeinde
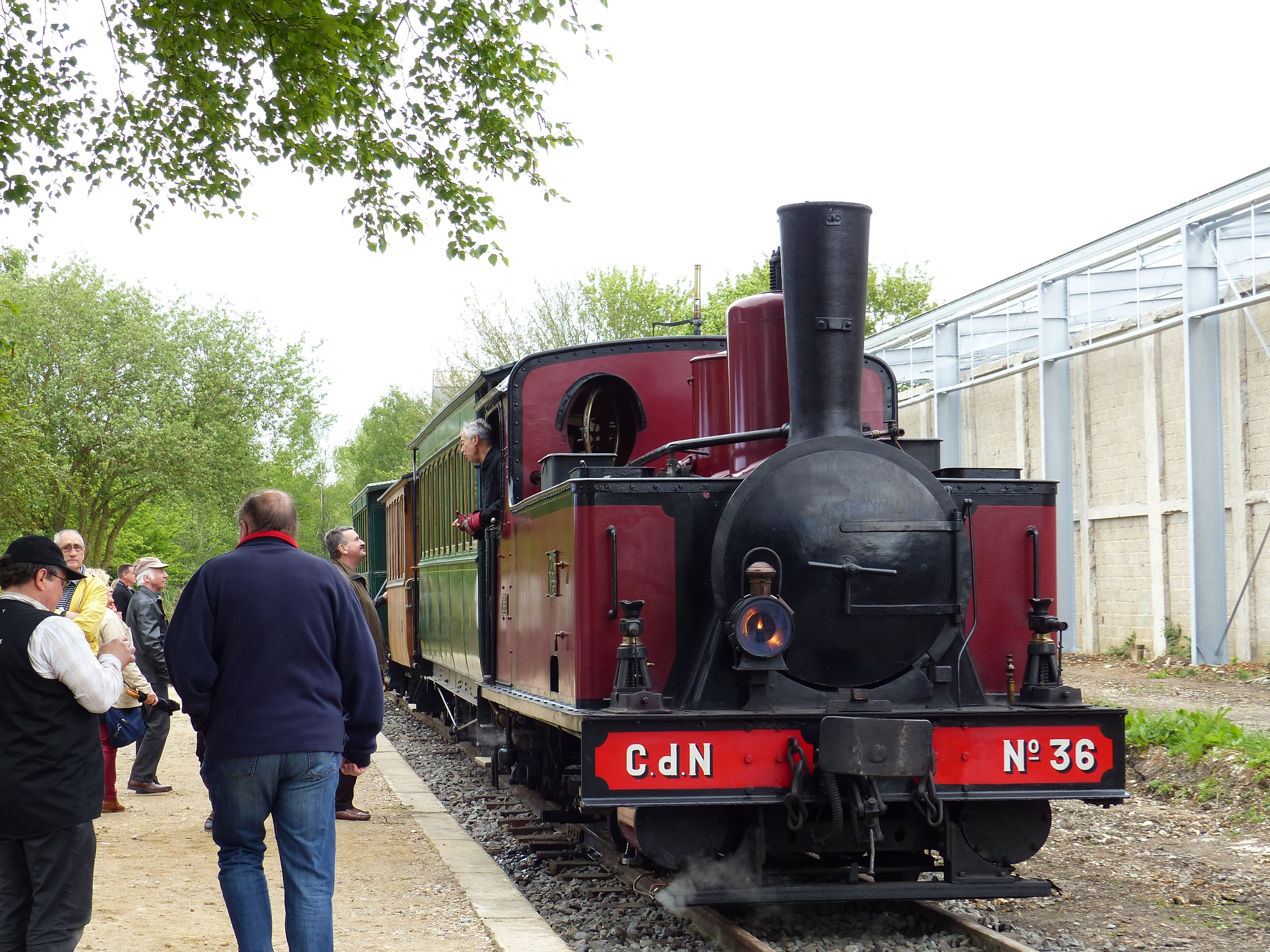
Museumseisenbahn

- Eisenbahnmuseum und Museumseisenbahn
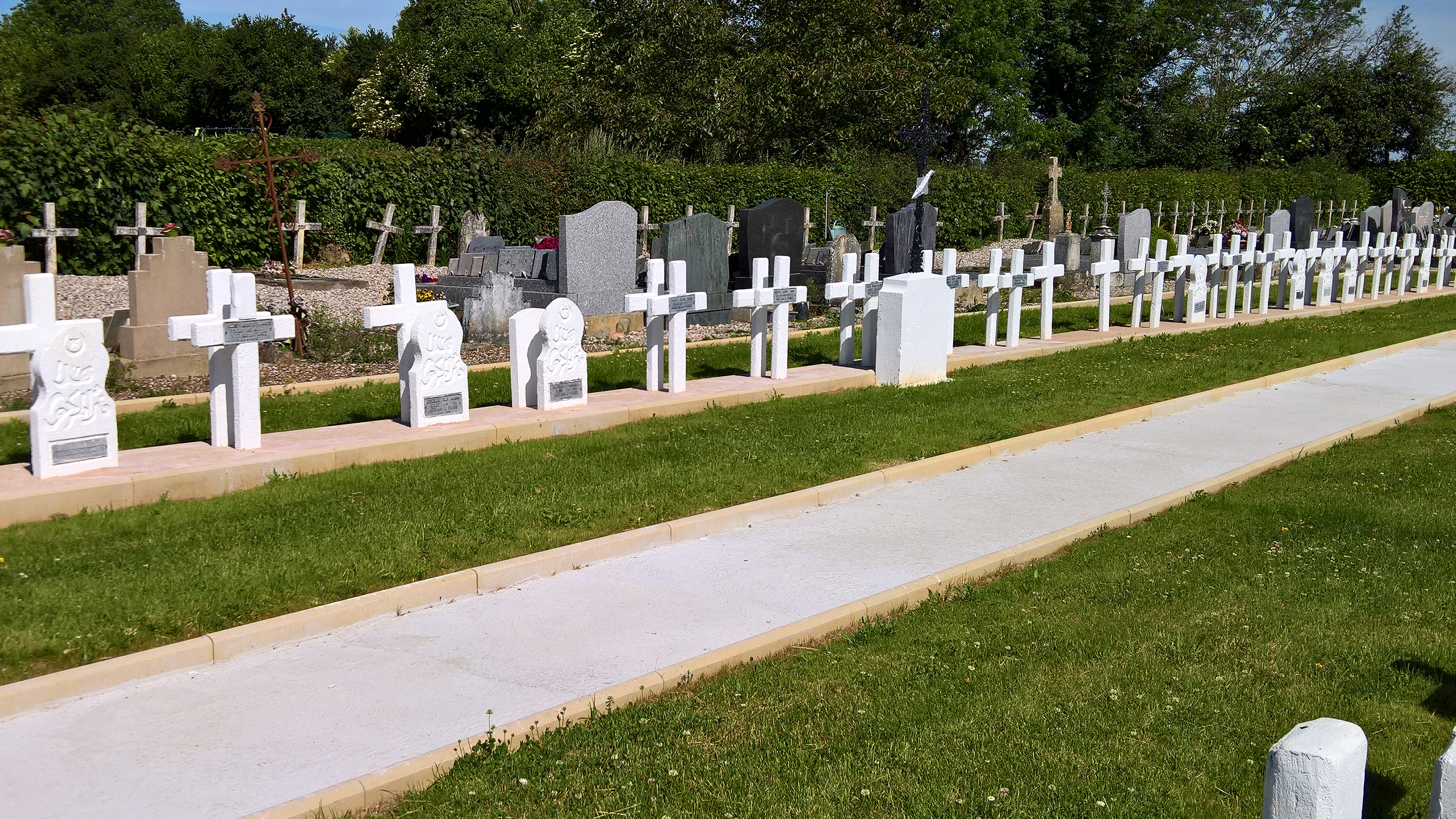
Soldatenfriedhof
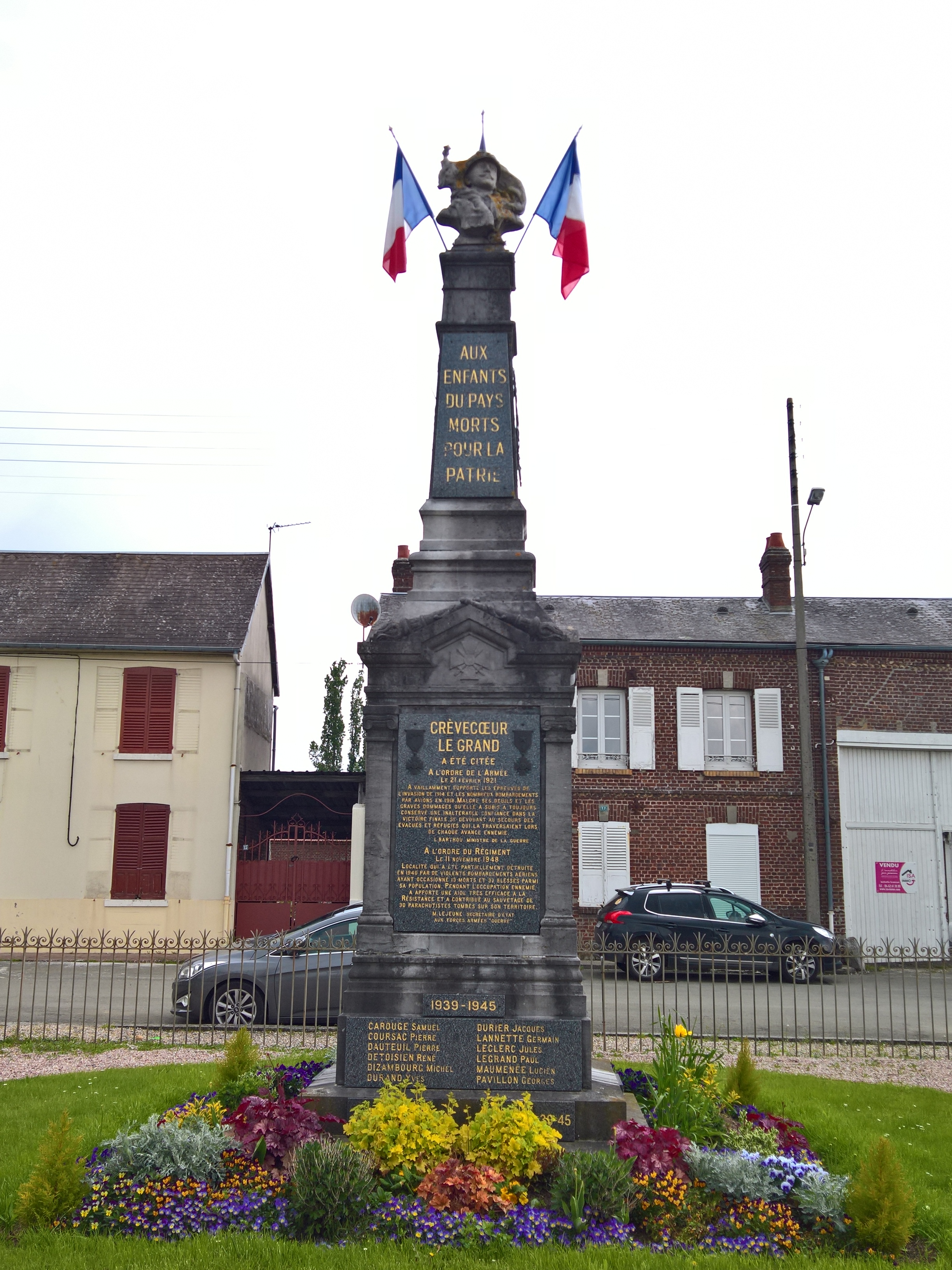
Gefallenendenkmal

- zwei Wassertürme

- Kirche Saint-Nicolas
- Innenansicht der Kirche
- Schloss Crèvecœur-le-Grand
- Ehemaliges Rathaus (Hôtel de ville) in den 1930er Jahren
- Windpark im Osten der Gemeinde
- Museumseisenbahn
- Soldatenfriedhof
- Gefallenendenkmal

## Gemeindepartnerschaft
Crèvecœur-le-Grand unterhält eine Partnerschaft mit der pfälzischen Gemeinde Obrigheim.